# Pascal Amanfo
Pascal Amanfo es un director de cine nigeriano.

## Biografía
Amanfo es natural de Awomanma en Owerri, estado de Imo. Su madre es de la tribu Esan del estado de Edo.

## Carrera
En 2014, fue incluido como uno de los mejores directores de cine nigerianos por Pulse. En 2011, dirigió Single Six, protagonizada por Yvonne Okoro y John Dumelo. En 2013, causó revuelo cinematográfico en Nigeria y Ghana con la película Boko Haram. Posteriormente, la misma fue restringida por las autoridades de Ghana y fue un fracaso en Nigeria a pesar de que el título se cambió a Nation under Siege.  En 2014, lanzó el tráiler de Purple Rose protagonizado por Nse Ikpe-Etim. En 2015, BellaNaija describió If Tomorrow never Comes como un esfuerzo decente en comparación con su película anterior. Elogió la cinematografía, efectos visuales y el sonido utilizados en la película.

## Filmografía
- Bed of Roses
- Open Scandals
- Family Runs
- Stalemate (como productor)
- My Last Wedding (2009)
- Corporate Maid (2008)
- Single and Married
- Wanna Be
- Grave Yard
- House of Gold (película)
- Letters to My Mother
- The Mystery of Sex[8]
- Purple Rose[9]
- If Tomorrow Never Comes[10]
- Trinity
- Boko Haram[11]
- Husband Shopping[12]
- If You Were Mine[13]
- Stalmate[14]
- Single Six[15]